# Invasor
Als Invasor (aus dem Lateinischen entlehnt, für „[der] Eindringling“) wurde vor allem im Mittelalter bei synodalen Verfahren ein Gegenpapst bezeichnet und damit vom rechtmäßigen Anspruch auf das Papstamt ausgeschlossen. Die Definition, wer ein Gegenpapst war, hing allerdings meistens von der Machtstellung der jeweiligen Parteien, seit dem hohen Mittelalter auch zunehmend von dem Kriterium der kanonischen Wahl ab.